# Kačeník

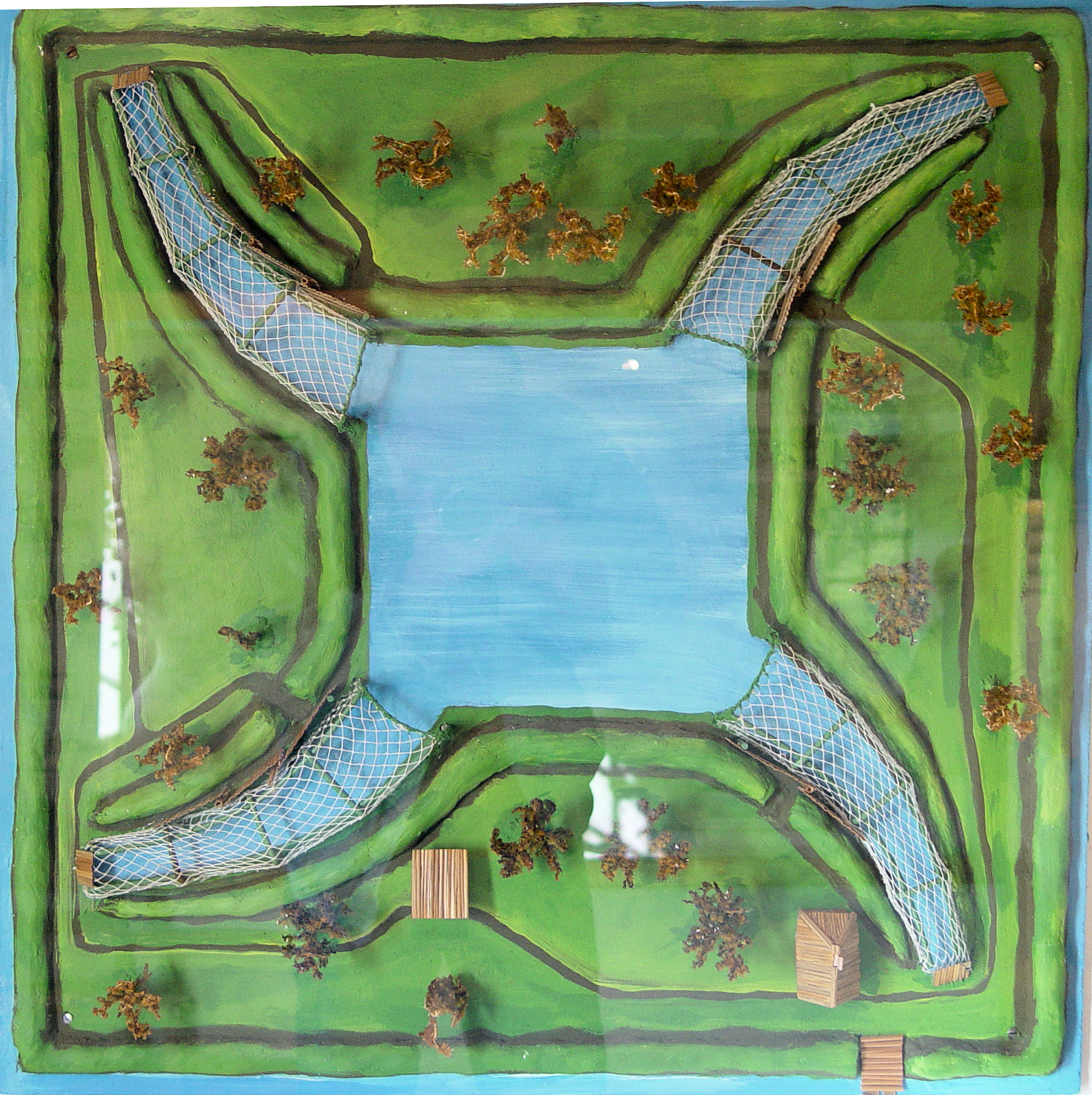
Ukázka kačeníku

Kačeník neboli kachní kóje je velká stabilní past sloužící k odchytu vodního ptactva, zejména různých druhů kachen. Jedná se malý obdélníkový rybníček, jehož rohy jsou protaženy do tvaru úzkých, zakřivených kanálů. Nad těmito kanály jsou nainstalovány sítěné chodby, končící prostronou vrší, zabraňující ptákům v návratu. Kanály s pastmi musí být nejméně čtyři, protože se kachny nerady pohybují proti větru. Je proto nutné, aby byl za každého počasí alespoň jeden kanál přístupný ve směru proudění větru.
Tento způsob lovu vznikl v Nizozemí, Dánsku a v severním Německu, patrně v 15. nebo počátkem 16. století. Později se rozšířil do Anglie. Do Českých zemí se dostal až po třicetileté válce. Nikdy se však příliš nerozšířil. Poslední kačeníky v Česku zanikly kolem roku 1940. Jeden z nich se nacházel na Třeboňsku poblíž rybníka Velký Tisý, druhý na Moravě poblíž Lednice (u obce Ladná) a třetí v katastru obce Moravský Písek poblíž Uherského Ostrohu. V Nizozemsku, Dánsku a Anglii se kachny tímto způsobem chytají dodnes. Modifikací kačeníku vznikla tzv. helgolandská past, kterou používají ornitologové pro odchyt vodních a bahenních ptáků.
Do kačeníku se kachny lákaly pomocí volavých kachen, což mohly být ochočené divoké kachny nebo domácí zakrslé kachny. Ty byly zvyklé přijímat potravu v kanálech, uvnitř sítěných chodeb. Odtantud pak bylo snadné kachny nahnat do vrše na konci chodby, zatímco volavým kachnám bylo umožněno chodbu opustit. Z vrše už kachny nenašly cestu zpět a mohly být snadno usmrceny nebo chyceny živé. Dalšími pomocníky při lovu v kačeníku byli malí lovečtí psí plemena kooikerhondje. Účinnost kačeníku byla mimořádná, do čtyř jihomoravských kačeníků bylo v 18. stol. ročně pochytáno až 25.000 kusů kachen a dalších vodních ptáků.